# Raffinerie Burghausen
Die Raffinerie Burghausen ist eine Erdölraffinerie in der bayerischen Stadt Burghausen. Sie ist Teil der OMV Deutschland GmbH, die neben der Raffinerie auch Tankstellen und Tanklager betreibt. Mit einem Rohöleinsatz von 3,46 Mio. Tonnen/Jahr ist sie die kleinste noch bestehende erdölverarbeitende Raffinerie in Deutschland. Eine weitere Besonderheit der Raffinerie ist, dass sie kein Motorenbenzin herstellt, sondern den gesamten Benzinschnitt der Produktion petrochemischer Grundstoffe zur Verfügung stellt. Hiermit stellt sie weiterhin einen bedeutenden Teil des Bayerischen Chemiedreiecks dar. Der Rückstand der Raffinerie wird in einem, gemessen zum Rohöleinsatz, extrem groß dimensionierten Koker verarbeitet, weshalb auch kein Bitumen von der Raffinerie ausgestoßen wird.

## Geschichte
Die Raffinerie wurde 1966 durch die Deutsche Marathon Petroleum GmbH errichtet und nahm 1967 ihren Betrieb auf. Der Raffineriegründung vorausgegangen war 1962 die Gründung der deutschen Tochtergesellschaft der Marathon Oil Corporation, die das in Libyen geförderte Erdöl verarbeiten sollte. Ein Transport des von der Marathon geförderten Öls in die USA wäre unwirtschaftlich gewesen, so suchte man Möglichkeiten, das Öl in Europa zu verarbeiten. Gleichzeitig formierte sich die Transalpine Ölleitung (TAL) zum Bau einer Pipeline von Italien nach Süddeutschland. Schließlich gab die Möglichkeit der Abgabe petrochemischer Erzeugnisse an die Chemieindustrie im Raum Burghausen den Ausschlag, hier die Raffinerie zu errichten. Nach nur knapp zwei Jahren Bauzeit wurde die Raffinerie in Betrieb genommen, nachdem die TAL 1966 fertiggestellt worden war.
Mit der Verhängung des Wirtschaftsembargos über Libyen durch die USA beschloss 1986 die Marathon Oil, sich aus dem Geschäft der Raffinerie in Burghausen zurückzuziehen, da sie hauptsächlich libysches Rohöl verarbeitete. Im Herbst 1987 nutzte die OMV AG die Chance und kaufte die Deutsche Marathon Petroleum GmbH. In den nachfolgenden Jahren wurde die Raffinerie umfangreich umgebaut und erweitert, um den neuen Umweltauflagen und veränderten Wettbewerbsbedingungen zu genügen.

## Produktionsanlagen
Der Nelson-Index zum Vergleich der Komplexität verschiedener Raffinerien beträgt bei der Burghauser Raffinerie 7,3. Trotz einer geringen Anzahl von Prozessanlagen ist der Index relativ hoch, weil der Koker den Nelson-Index stark anhebt.

### Rohöldestillation
Die Raffinerie Burghausen besitzt eine Rohöldestillation in der verschiedene Fraktionen aus dem Rohöl destilliert werden. Bei 380 °C trennen sich die Bestandteile in: Flüssiggas, Naphtha, Kerosin, Gasöle und atmosphärischer Rückstand.
Die Kapazität der Anlage wurde von 1978 mit 3.400.000 t/Jahr bis 2012 nur geringfügig auf 3.480.000 t/Jahr gesteigert.

### Koker
Zur Raffinerie gehört auch ein Koker, der die atmosphärischen Rückstände verarbeitet. Er ist einer von 4 in Deutschland betriebenen Kokern, die drei anderen befinden sich in der Miro, BP Gelsenkirchen und der Erdölraffinerie Emsland. Der Koker arbeitet nach dem Verfahren des delayed coking, in dem die schweren Bestandteile des Rohöles durch hohe Temperaturen aufgebrochen – gecrackt werden.
Zurück bleibt Petrolkoks, ein Feststoff, der sich in den Kokstrommeln ansammelt. Die Gase, die wiederum Flüssiggas, Naphtha, Kerosin und Gasöle enthalten, werden destilliert und den entsprechenden Verarbeitungsanlagen zugeführt.
Anders als in den meisten anderen Kokern, wo Vakuumrückstand verwendet wird, ist im Burghauser Koker atmosphärischer Rückstand das Einsatzprodukt.
Die jährliche Leistung des Kokers liegt bei 1.560.000 Tonnen, wobei auch fremde Vakuumrückstände (Feedstock) aus anderen Raffinerien eingesetzt werden.

### Kalziner
Der im Koker anfallende Petrolkoks wird anschließend im Kalziner kalziniert. In zwei Herdöfen werden bei 1.300 °C flüchtige Bestandteile des Petrolkokses verbrannt. Das anfallende Petrolkokskalzinat (CPC) wird hauptsächlich zur Herstellung von Anoden für die Aluminium-, Stahl- und Titanschmelzindustrie verwendet. Zudem dient es als Ausgangsmaterial für eine Vielzahl von Produkten wie Aluminium, Farben und Beschichtungen. Darüber hinaus wird es für Elektroden in der Herstellung von Elektro- und Induktionsöfen genutzt.

### Petrochemie
Die Flüssiggase und das Naphtha werden erst entschwefelt und anschließend in Dampfspaltöfen gecrackt. Das Pyrolysegas aus den Öfen wird hydriert und getrennt. So entstehen Ethylen und Propylen, die unter tiefen Temperaturen getrennt werden müssen. Auch entsteht hocharomatisches Pyrolysebenzin, das viel Benzol enthält.
Dieses wird vom restlichen C-7 Benzin getrennt und gesondert verkauft.

### Mitteldestillate
Die Mitteldestillate Diesel und Kerosin werden entschwefelt und gemäß ihrer Verwendung geblendet (gemischt).

### Claus-Anlage
In der Claus-Anlage wird der in den Entschwefelungen entstehende Schwefelwasserstoff in elementaren Schwefel umgewandelt. Dieser wir in der Reifenindustrie oder zur Herstellung von Schwefelsäure benötigt.

## Rohöl und Feedstock
Kasachstan liefert seit Jahren etwa ein Drittel des Öls, das aus Triest nach Bayern und Baden-Württemberg kommt. Rohöl von kasachischen Ölfeldern wird durch die 1.500 Kilometer lange CPC-Pipeline durch Russland bis an die Schwarzmeerküste transportiert. In der russischen Hafenstadt Noworossijsk wird es auf Öltanker geladen. Die Tanker transportieren das Rohöl bis zum Hafen Triest. Von dort aus wird es durch die Transalpine Ölleitung (TAL) nach Deutschland gepumpt.
Nördlich von Steinhöring befindet sich ein OMV Zwischenlager. Das Rohöl wird von dort aus durch eine 62 km lagen Stichpipeline zur Raffinerie Burghausen gepumpt.
2019 wurden hauptsächlich schwefelarme und hochwertige libysche Rohölsorten verarbeitet, aber auch Rohöle aus Saudi-Arabien und Kasachstan.

### Rohölpipeline Steinhöring–Burghausen
Die Abzweigung von der TAL von Steinhöring zur Raffinerie in Burghausen wird als Rohölpipeline Steinhöring – Burghausen bezeichnet. Die Gesamtlänge der Pipeline beträgt 62,26 km mit einem Durchmesser von 12" (Zoll), was in metrischen Maßen 323,9 mm sind. Der Schutzstreifen beträgt beidseitig mindestens 10 m und die Erdabdeckung der Pipeline mindestens 1 m.

### Feedstock
Neben Röhöl werden noch Feedstock eingesetzt:
- Vakuumrückstand als Kokereinsatz
- C-3 Schnitt für Methylenanlage
- C-6 Schnitt für Aromatenanlage
- C-4 Schnitt für Methatheseanlage
- Wasserstoff zur Entschwefelung

Da die Raffinerie keine Ottokraftstoffe herstellt und daher keine Reformer benötigt, fällt auch kein überschüssiger Wasserstoff an, der in der Entschwefelung benötigt wird. Dieser muss extern gekauft werden.

## Produkte und Versand
Die Raffinerie stellt folgende Produkte her:
- Kerosin in Form von JetA1
- Dieselkraftstoff
- Heizöl Extra Leicht
- Kalzinat
- Ethylen
- Propylen
- Benzol
- C-7 Schnitt
- Schweres Heizöl in Form von Kokerheizöl und Gasöl 3
- Schwefel

Der Versand der Produkte erfolgt hauptsächlich über Pipeline, Eisenbahn und Lkw. Da die Raffinerie nicht an einen Wasserweg direkt angeschlossen ist, müssen die Produkte erst zur nächsten Verladestelle an die Donau gebracht werden. In unmittelbarer Nähe zur Raffinerie wurde 2014 das Güterverkehrszentrum Burghausen errichtet.

### Produktpipeline
Eine Produktpipeline führt zum Tanklager in Feldkirchen und von hier weiter nach Erding in das Tanklager des Flughafens München. In Feldkirchen können so transportgünstig Diesel und Heizöl für den Großraum München bereitgestellt werden. Bis zum Tanklager in Feldkirchen ist die Pipeline 87,2 km lang und hat einen Durchmesser von 8", was 219,1 mm entspricht. Von Feldkirchen führt die Produktpipeline weiter zum Flughafen München bei Erding, wo ein weiteres Tanklager vorgehalten wird. Das zweite Teilstück ist ebenfalls in 8" ausgeführt und hat eine Länge von 36,2 km. Durch die Pipeline sollen laut Betreiber OMV 50.000 Lkw-Ladungen entfallen.

### Ethylen- und Propylenleitung
Eine weitere Pipeline versorgt Chemieunternehmen wie Wacker und Borealis mit Ethylen und Propylen zur Kunststoffherstellung. Weitere Abnehmer sind über die Ethylen-Pipeline Süd angeschlossen.